# A50 (Polen)
De A50 of Autostrada 50 is een geplande autosnelweg in Polen. Het werd toegevoegd aan het expresweg- en snelwegnetwerk overeenkomstig de verordening van 24 september 2019. Uiteindelijk moet het transitverkeer worden overgenomen van de gedeeltelijk bestaande Polen-snelweg. De geplande voltooiing van de bouw wordt verwacht in 2027. Arteria wordt het zuidelijke deel van de nieuwe ringweg rond Warschau, waarvan het noordelijke deel langs de geplande S50-snelweg komt. De nieuwe snelweg wordt ongeveer 100 km lang zal drie rijstroken per richting tellen.
A1 · A2 · A4 · A6 · A8 · A18 · A50
S1 · S2 · S3 · S5 · S6 · S7 · S8 · S10 · S11 · S12 · S14 · S16 · S17 · S19 · S22 · S50 · S51 · S52 · S61 · S74 · S79 · S86